# Aitarak

Bandeira da organização

Aitarak (tetum para 'espinho') foi uma das milícias pró-Indonésia mais temidas em Timor-Leste durante o final da década de 1990.
Durante os distúrbios de 1999 no Timor-Leste ocupado pela Indonésia, ganhou muita atenção do público por ser a principal milícia no distrito da capital Díli. Cometeu seus crimes na frente da imprensa internacional, sendo responsabilizada por vários massacres, assassinatos e violações. Em 17 de abril de 1999, a milícia realizou doze assassinatos no massacre na casa de Manuel Carrascalão em Díli. No auge, o grupo era liderado por Eurico Guterres. A milícia tinha 1.521 membros registrados.